# Affenpinscher
För liknande hundraser, se Schnauzer och pinscher.
Affenpinscher är en hundras från Tyskland. Ursprungligen var den en råttfångare men är sedan länge enbart sällskapshund. Dess namn kommer av rasen ansetts ha ett apliknande utseende (affe betyder "apa" på tyska).

## Historia
Rasens historiker brukar hänvisa till ett träsnitt av Albrecht Dürer (1471-1528) och målningen Arnolfinis trolovning (1434) av Jan van Eyck (1395-1441). Detta är dock inte okontroversiellt då hunden hos Dürer även identifierats som en löwchen och hunden hos van Eyck omväxlande identifierats som en affenpinscher, griffon bruxellois, bichon havanais, löwchen, yorkshireterrier och norfolkterrier. Från 1720 finns dock ett brev av en mrs Wood som beskriver en hund som överensstämmer i utseende och temperament med en affenpinscher.
Äldre berättelser gör gällande att det var en man från Lübeck i Tyskland som var den första att systematisk börja föda upp rasen. En liten hund att ha inomhus för musjagande efterfrågades och efter några generationer av medveten avel och korsningar med många andra raser fick de till sist fram en lämplig inomhushund.
Rasen registrerades första gången i Tyskland år 1879, då tillsammans med dvärgpinscher som den räknades som en långhårig variant av. Vid en hundutställning i Berlin 1896 skildes de båda varianterna åt och affenpinscherns nuvarande namn fastställdes. Då affenpinschern vid denna tid degenererats genom att bäras omkring som damhund, vidtogs vid denna tid korsningar med dvärgschnauzer för att göra rasen vitalare. Man vet inte hur affenpinschern fått sitt platta ansikte, men den anses även besläktad med griffon bruxellois.
Efter ett misslyckat försök till rasstandard år 1902, lyckades Berlins Knähundsklubb få en klar definition på affenpinschern och rasen etablerades 1913.[källa behövs]
Vid sekelskiftet 1800/1900 var affenpinschern en populär ras, men minskade därefter i antal. Efter andra världskriget var den närapå utdöd, vid denna tid användes griffon bruxellois i aveln för att rädda rasen.

## Egenskaper
Affenpinschern är en liten hund med ett gott temperament. Den är på många sätt mycket lämplig som familjehund, och är en aktiv och sportig sällskapshund.
Rasen är lätt att fostra och lära, trots att den kan vara egensinnig och envis. Den är tillgiven och trofast mot sin ägare. Den är också en vaken, orädd och påhittig hund som behöver motivation och stimulans.
Trots sin ringa storlek är den en utmärkt vakthund, vaksamheten gör att den mycket väl uppfattar ljud och gärna vill tala om att något är på gång. Affenpinschern vaktar gärna sin familj men är alltid vänlig mot andra människor.
Affenpinschern är på många sätt ett bra förstahundsval. Rasen är lättskött med ett stabilt och positivt temperament. Den är en utmärkt familjehund som tål det mesta, den blir inte panikslagen av plötsliga ljud eller hastiga rörelser.

## Utseende
Affenpinschern är en liten, kompakt och energisk hund med apliknande huvud. Pälsen är sträv och raggig med borstiga mustascher.